# (21551) Geyang
Geyang (asteroide n.º 21551) es un asteroide de la cinturón principal, a 2,9765778 UA. Posee una excentricidad de 0,0386705 y un período orbital de 1 990,04 días (5,45 años).
Geyang tiene una velocidad orbital media de 16,92662068 km/s y una inclinación de 9,15666º.
Este asteroide fue descubierto el 17 de agosto de 1998 por LINEAR.